# 動土距離
動土者距離（earth mover's distance）或動土距離是量度兩個概率分佈{\displaystyle p,q}之間的距離。若{\displaystyle p:A\rightarrow [\,0,1]\,} （{\displaystyle q}也類似），而{\displaystyle D:A\times A\rightarrow [\,0,\infty )}是域{\displaystyle A}的度量，則動土距離是最低的動土成本：
{\displaystyle \min {\sum _{i=1}^{m}\sum _{j=1}^{n}f_{i,j}d_{i,j}}}
當中，{\displaystyle f_{i,j}}為移動的數量，{\displaystyle d_{i,j}}為所選擇的兩個點之間的距離{\displaystyle D}。整個移動過移可以想象為將泥土{\displaystyle p}移動至洞{\displaystyle q}。

## 與總變差的分別
動土距離與總變差（Total Variation）的主要分別，在於動土距離考慮移動距離{\displaystyle D}，而總變差並不考慮。總變差的計算並不需要定義一個新度量。

## 外部連結
- EMD計算例子